# Gargellen

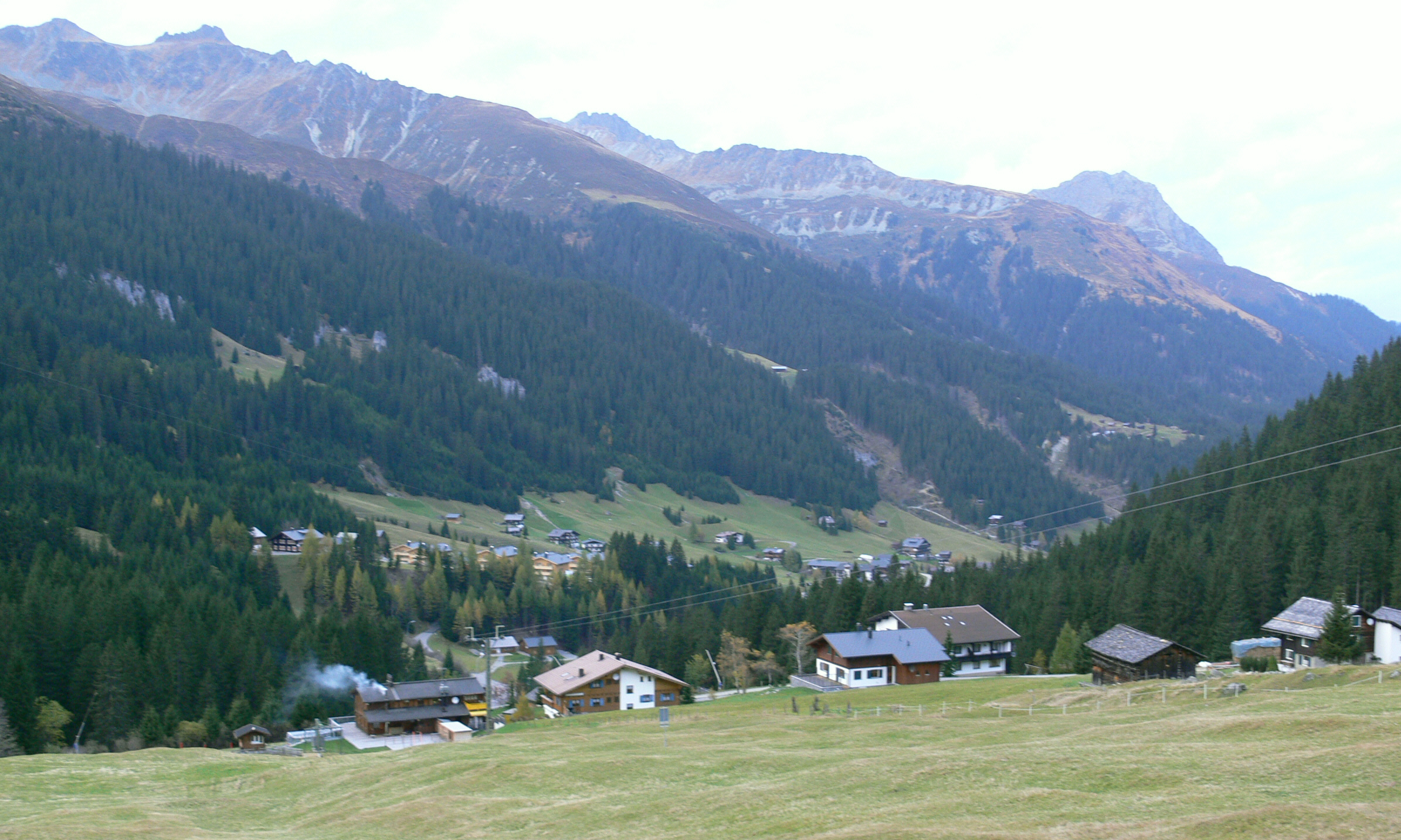
Gargellen

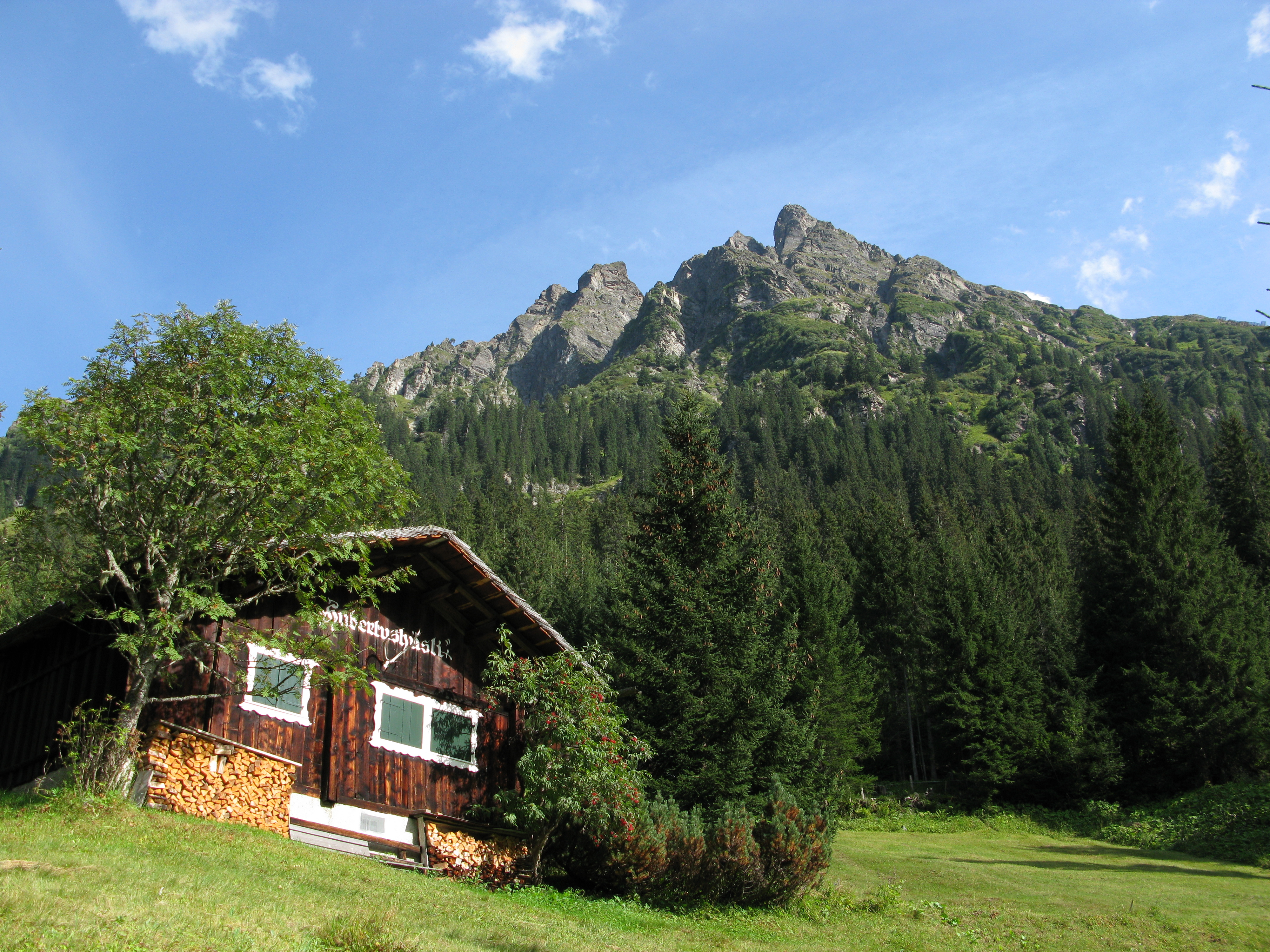
Altes Haus mit dem Schmalzberg im Hintergrund

Das Bergdorf Gargellen ist ein Luftkurort mit etwa 120 Einwohnern in Vorarlberg und gehört politisch zur Gemeinde St. Gallenkirch. Gargellen liegt auf 1.423 Meter, ist der höchstgelegene Ort des Montafon und liegt im vom Suggadinbach durchflossenen Gargellental. Der heute bedeutendste Wirtschaftszweig ist der Tourismus.
Der Ortsname bedeutet etwa „Wasserstrudel“ und soll aus dem Rätoromanischen stammen. Nordwestlich von Gargellen liegt der Rongg-Wasserfall, bei dem sich ein recht kurzer, aber anspruchsvoller Klettersteig befindet.

## Name
Gargellen, früher auch Gariella oder Gariellen oder Gargella geschrieben, hat eine rätoromanische Sprachwurzel. Deren Bedeutung ist jedoch heute nicht mehr bekannt.

## Geschichte
Erstmals urkundlich erwähnt wird Gargellen im Jahr 1411. Schon lange davor war das Gargellental aufgrund eines alten Saumpfades über das Schlappiner Joch verkehrstechnisch von Bedeutung. 

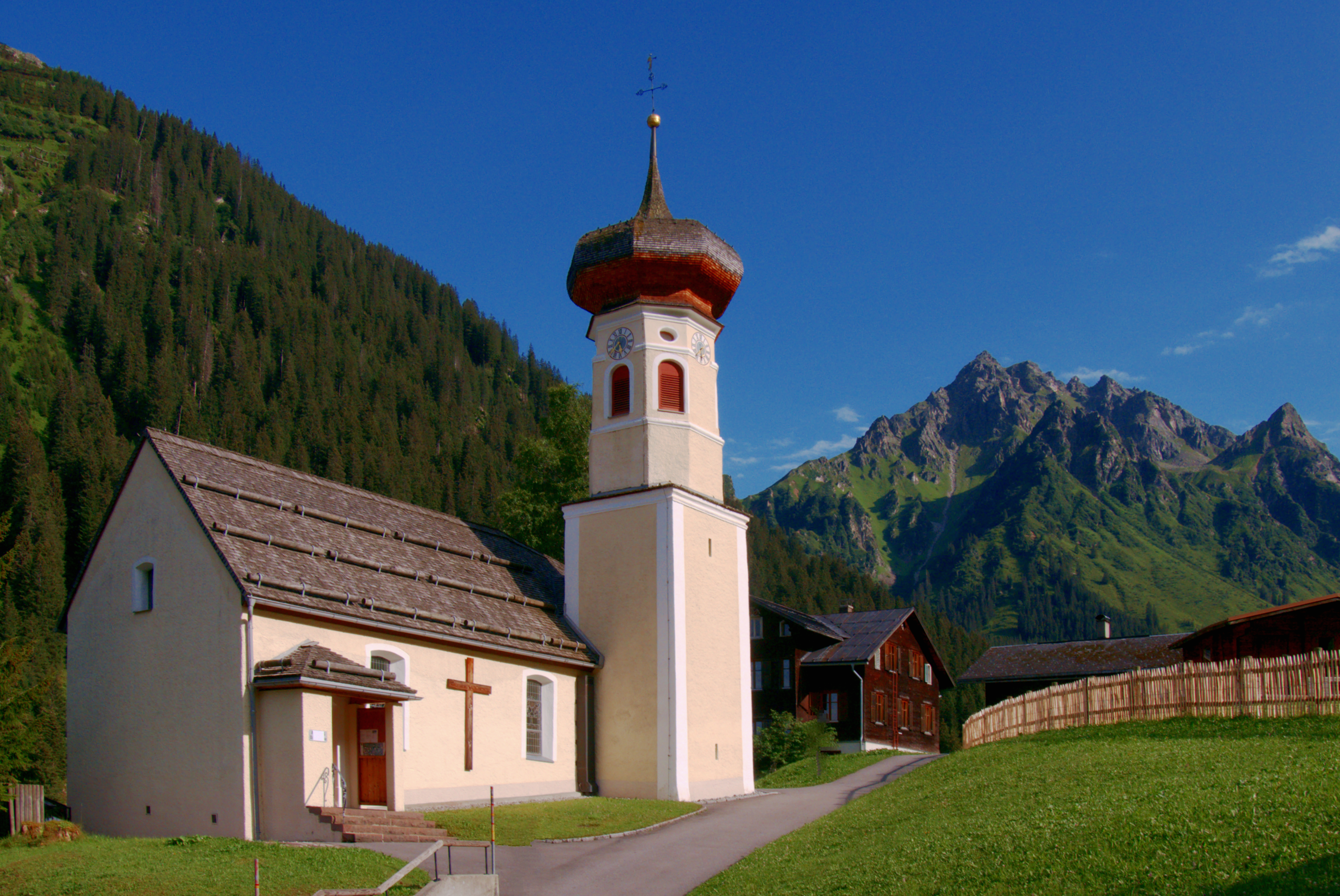
Kuratienkirche St. Maria Magdalena

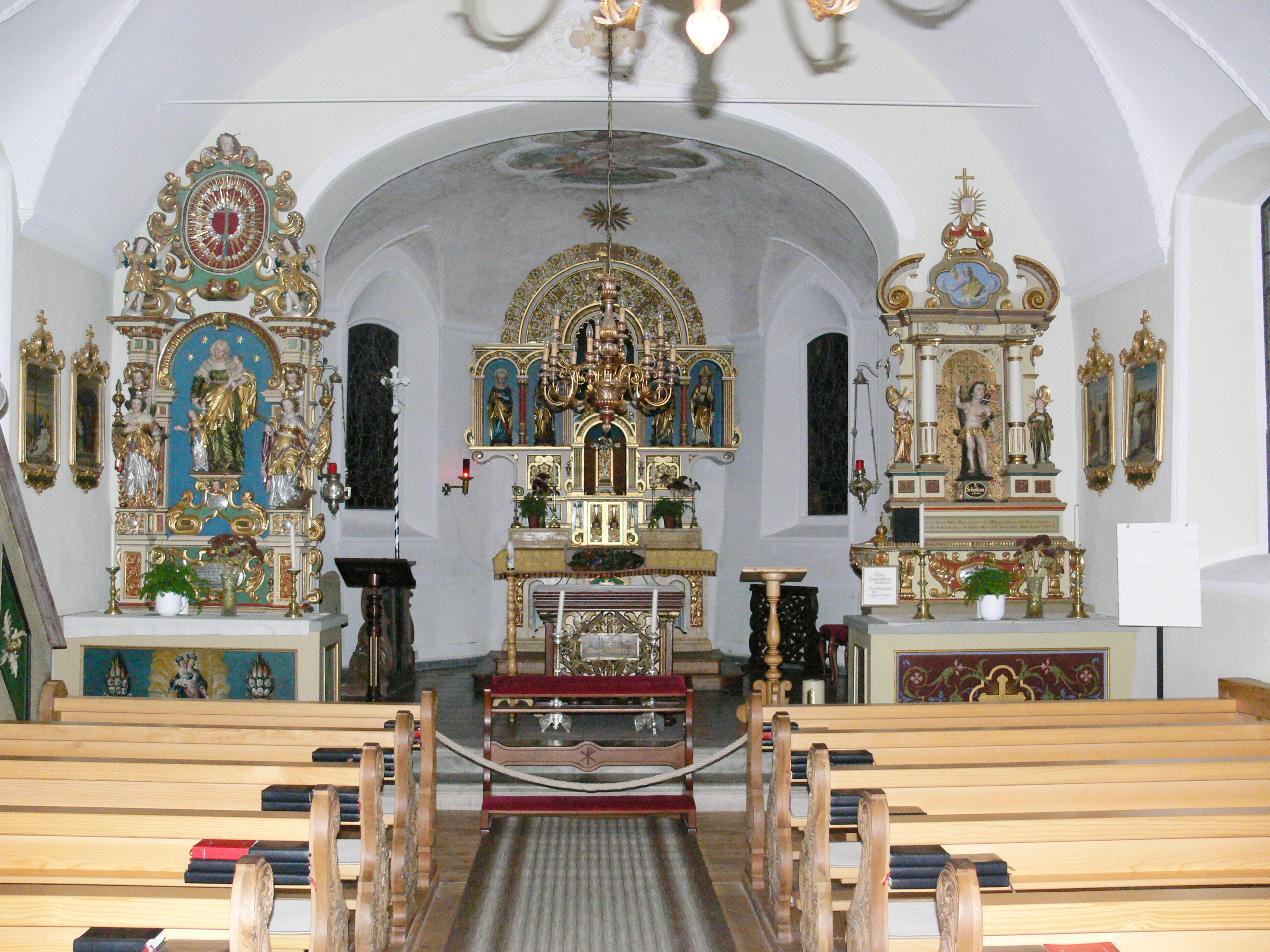
Kuratiekirche St. Maria Magdalena: Altäre

Die heutige Pfarrkirche geht auf das Jahr 1615 zurück. Seit etwa 1844 ist auch eine Schule nachweisbar. Damals war der Ort jedoch noch nicht ganzjährig bewohnt, erst seit 1880 blieben die wenigen Bewohner auch über den Winter in Gargellen. Der Pfarrer von Sankt Gallenkirch hielt in seiner Beschreibung des Ortsteils 1821 fest, dass hier 46 Häuser standen, die jedoch nur im Frühjahr und Herbst zeitweise bewohnt waren.
Ende des 19. Jahrhunderts begann auch die Entwicklung des Fremdenverkehrs, zuerst als Sommerfrische. In der Zwischenkriegszeit wurde Gargellen auch zu einem Wintersportort. Nach dem Anschluss Österreichs versuchte der Wiener Dramatiker Jura Soyfer bei Gargellen auf Skiern in die Schweiz zu flüchten, wurde aber am 13. März 1938 festgenommen. Ein starkes Wachstum des Tourismus und damit des ganzen Ortes setzte nach dem Zweiten Weltkrieg ein. Bis 1950 entstand die heutige Verbindungsstraße, und 1952 wurde das erste Teilstück der Seilbahn auf den Schafberg eröffnet (siehe: Schafbergbahn). 
Zuletzt in den Schlagzeilen war Gargellen im August 2005, als schwere Unwetter Teile der Straße zerstörten und das Dorf von der Außenwelt abgeschnitten war.

## Bergwanderungen
Von Gargellen aus sind mehrere Berge über markierte Wanderwege erreichbar, so die Heimspitze (2.685 m) sowie der Riedkopf (2.552 m). Über die Bergstation der Schafbergbahn und das Gafierjoch (2.415 m) sind auf der Schweizer Seite die Rätschenfluh (2.703 m) und das Madrisahorn zu besteigen. Schwierigere Touren auf unmarkierten Wegen bzw. Steigen führen auf die Schlappiner Spitze (2.442 m) und die Madrisa (2.770 m).
Von Gargellen aus kann man in südlicher Richtung in das Vergalden- und in das Valzifenztal wandern.

## Wintersport
Gargellen verfügt über ein Skigebiet, welches vom südlichen Ortsrand aus über die Schafbergbahn (1.423–2.130 m) zu erreichen ist. Das Skigebiet besitzt 8 Liftanlagen, davon eine 8-Personen-Einseilumlaufbahn, einen 2-Personen-Sessellift, einen 4er-Sessellift, einen 6er-Sessellift, einen Schlepplift sowie drei Tellerlifte. Neben den Pisten bietet das Skigebiet einen Fun Park oberhalb der Bergstation.
Im Skigebiet befinden sich drei Gastronomien, das Schafberghüsli (2.130 m, Bergstation der Schafbergbahn), die Kesslhütte (1.733 m, an der Abfahrt Nr. 6 „Täli“ gelegen) und die Obwaldhütte (1.860 m). An der Talabfahrt am südlichen Ortsrand befindet sich außerdem die Pizzeria „Barga“ (1.530 m). Der höchste Punkt des Skigebietes liegt auf 2.300 m. Die Wintersportsaison verläuft je nach Witterungsbedingungen von Dezember bis Mitte April des Folgejahres.
Gargellen verfügt über eine eigene Skischule, die während der Wintersaison Skikurse für Touristen anbietet. Für Kinder im Vorschulalter existiert am östlichen Ortsrand ein eigenes Schulungsgelände. Für Anfänger steht im Skigebiet außerdem ein Tellerlift mit eigener Abfahrt zur Verfügung.

## Kultur und Sehenswürdigkeiten
- → Hauptartikel: Kuratienkirche Hl. Maria Magdalena

Die 1615 erbaute Kirche wurde 1622 zerstört und daraufhin neu erbaut. Der Neubau wurde 1644 fertiggestellt und 1674 schuf David Bertle aus St. Gallenkirch, ein Vorläufer der berühmten Montafoner Künstlerfamilie, den volkstümlichen „Sebastiansaltar“ im Renaissance-Stil. Die Kirche wurde 1792 vergrößert und 1793 mit einem Turm versehen. Zur Ausstattung gehören eine barocke Kanzel (1793), zwei barocke Seitenaltäre vom Tiroler Bildhauer Melchior Lechleitner sowie ein neuromanischer Hochaltar von Moriz Schlachter aus Ravensburg (1906). An der Chorscheitelwand befindet sich eine Sonnenuhr mit dem Fresko Hl. Maria mit Kind vom Schrunser Künstler Konrad Honold (1958).
- Gitzistee, Parzelle und Felsblock im Valzifenztal in der Nähe des Ortsteils Vergalden

## Fideliskapelle

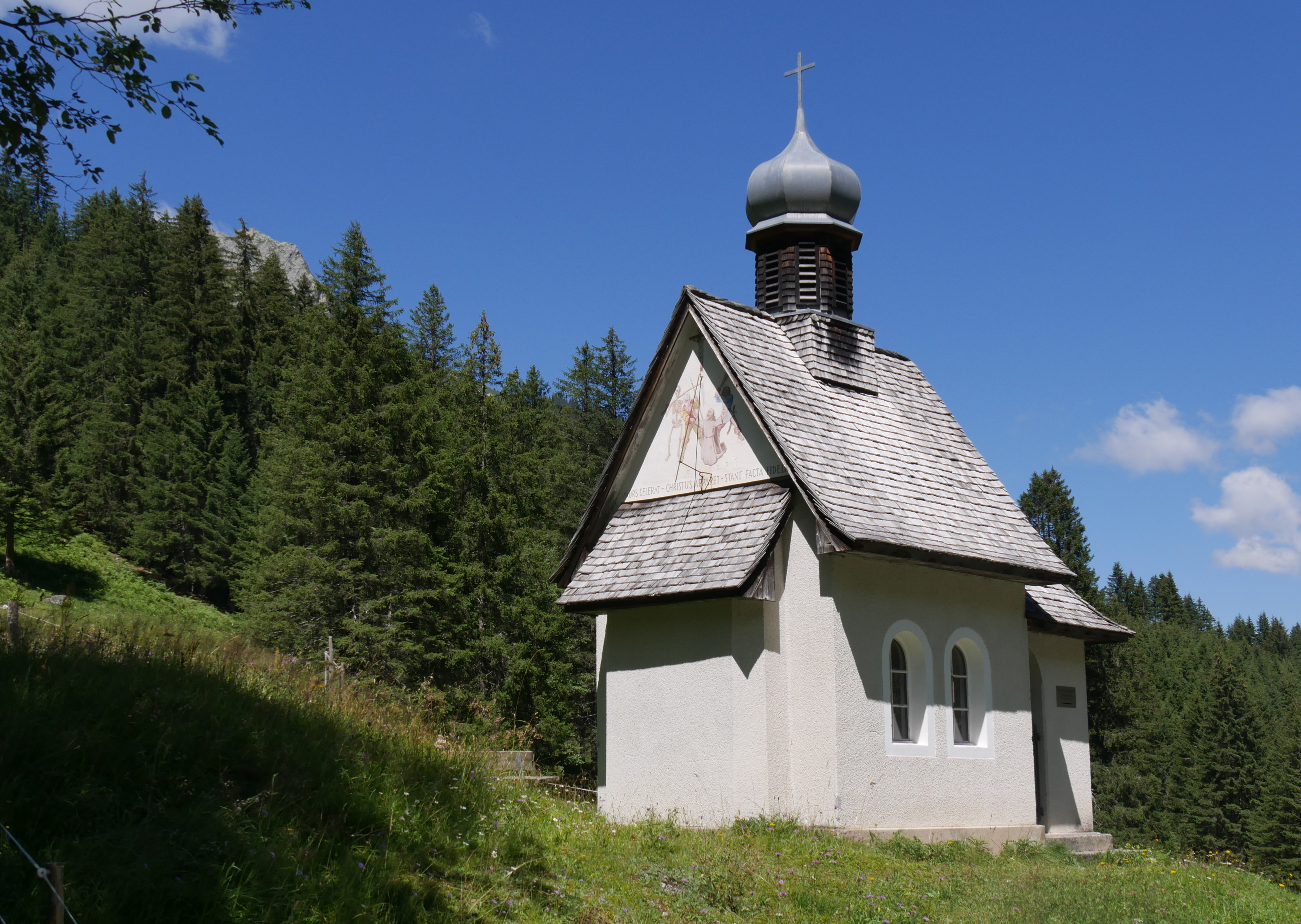
Die Fidelis Kapelle

An der Straße nach St. Gallenkirch steht die 1912 erbaute Fideliskapelle. Sie geht auf Fidelis von Sigmaringen zurück, der 1622 mit Österreichischen (katholischen) Truppen im Gargellener Tal weilte, um von dort aus das Gebiet der (reformierten) Drei Bünde im heutigen Graubünden zu erobern. Der Überlieferung nach hat er bei der Quelle in Sarotla Halt gemacht und diese gesegnet. Nach seiner Heiligsprechung wurden ab Mitte des 18. Jahrhunderts mehrere Bildstöcke und 1842 und 1883 Kapellen errichtet, die immer wieder Lawinen und Hochwässern zum Opfer fielen. Der heutige Bau an geschützter Stelle entstand 1912 auf Betreiben von Pater Peter Zierler. Den Entwurf für den Altar schuf August Pfalz aus Dachau.
- siehe Hauptartikel: Fideliskapelle.